# Huracán Beryl
El huracán Beryl fue un poderoso y destructivo huracán de categoría 5 que afectó partes del Caribe, la Península de Yucatán y la costa del golfo de Estados Unidos a finales de junio y principios de julio de 2024. Fue el huracán de categoría 5 de formación más temprana registrado durante cualquier temporada en el Atlántico y apenas el segundo en el mes de julio, el otro fue el huracán Emily de mediados de julio de 2005. Beryl también fue el huracán más fuerte que se desarrolló dentro de la Región Principal de Desarrollo (MDR) del Atlántico antes del mes de julio. La segunda tormenta con nombre, el primer huracán y el primer huracán mayor de la temporada de huracanes del Atlántico de 2024. Beryl fue un huracán atípico que, además de causar destrucción generalizada a su paso, batió muchos récords meteorológicos para los meses de junio y julio, incluyendo ubicación, intensidad y longevidad. Además, fue la tormenta más fuerte registrada en el mes de junio por la velocidad del viento y la más fuerte en ese mes desde el huracán Alma en 1966.
Beryl se desarrolló a partir de una onda tropical que salió de la costa de África el 25 de junio. Después de formarse el 28 de junio en la Región Principal de Desarrollo, comenzó a intensificarse rápidamente a medida que avanzaba hacia el oeste a través del Atlántico tropical central. El 1 de julio, Beryl tocó tierra en la isla de Carriacou en Granada como un huracán de categoría 4 de alto nivel, causando grandes daños. El huracán se intensificó aún más al entrar en el Mar Caribe, alcanzando su punto máximo como huracán de categoría 5 temprano a la mañana siguiente con vientos máximos sostenidos de 165 mph (270 km/h) y una presión mínima de 932 milibares (27,5 inHg), antes de debilitarse lentamente a lo largo de los siguientes días debido a la cizalladura del viento al pasar al sur de Jamaica y luego a las Islas Caimán. Se volvió a intensificar brevemente hasta convertirse en huracán de categoría 3 antes de debilitarse nuevamente cuando tocó tierra en Tulum, Mexico, como huracán de categoría 2 de alto nivel, el 5 de julio. Al cruzar la Península de Yucatán, donde rápidamente se debilitó hasta convertirse en tormenta tropical, el sistema se trasladó al Golfo de México, donde se reorganizó gradualmente hasta convertirse en un huracán de categoría 1 el 8 de julio, justo antes de tocar tierra por última vez cerca de Matagorda, Estados Unidos. Beryl se debilitó rápidamente a medida que aceleraba hacia el noreste y finalmente se volvió postropical sobre el estado Estadounidense  de Arkansas al día siguiente.
Los efectos y las víctimas del huracán fueron generalizados. Beryl causó daños catastróficos en las islas de Carriacou y Petite Martinique, en el norte de Granada, y en varias islas del sur de San Vicente y las Granadinas, como Union Island y Canouan, donde muchas estructuras resultaron dañadas o destruidas. En Venezuela, tres personas murieron y varias desaparecieron. También se registraron daños sostenidos en Yucatán, aunque fueron relativamente menores. En Estados Unidos, el estado de Texas sufrió graves inundaciones y daños por vientos, y se informó de al menos siete muertos en la región de Houston. Además, las bandas exteriores del huracán produjeron un brote de tornados, con tornados reportados en Texas, Luisiana, Arkansas, Kentucky e Indiana. Hasta el 9 de julio, se ha confirmado un total de 28 muertes y las estimaciones preliminares de daños superan los 6 mil millones de dólares.

## Historia meteorológica
Una onda tropical salió de la costa de África Occidental el 25 de junio de 2024, produciendo lluvias desorganizadas al sur de Cabo Verde. En la tarde del 28 de junio, el patrón de nubes de la perturbación comenzaba a mostrar cierta organización según el Centro Nacional de Huracanes (NHC), con bandas curvas desarrollándose alrededor de una circulación. Las condiciones ambientales en ese momento eran muy propicias para la formación de tormentas tropicales ciclogénesis tropical en todo el Atlántico tropical central y occidental, con temperatura de la superficie del mar (SST) casi récord cálidas de aproximadamente 82 °F (28 °C), viento ligero y cólico de 5,8 a 11,5 mph. (9,3–18,5 km/h), además de una humedad relativa media del 70%. En ese momento, las tormentas habían aumentado y se habían organizado mejor, con bandas curvas desarrollándose alrededor de una circulación. La perturbación se organizó aún más y se convirtió en la Depresión Tropical Dos sobre el Atlántico tropical central el 28 de junio, a unos 1970 km (1225 millas) al este-sureste de Barbados. Ubicada al sur de una fuerte cresta subtropical, la depresión se movió generalmente hacia el oeste a través de un área de baja cizalladura del viento, temperaturas cálidas de la superficie del mar (más calientes que el promedio de septiembre) y abundante humedad atmosférica. Como resultado, el sistema inició un período de rápida intensificación. La depresión se fortaleció hasta convertirse en la tormenta tropical Beryl seis horas después de su formación, y las tormentas se organizaron rápidamente en un denso nublado central, con un patrón de nubes simétrico rodeado de bandas de lluvia.
A última hora del 29 de junio, Beryl se intensificó hasta convertirse en huracán. El núcleo interno de las tormentas se organizó en un ojo, que se volvió claro y simétrico. Las observaciones de los cazadores de huracanes indicaron que Beryl se convirtió en un huracán importante el 30 de junio. El huracán se fortaleció aún más hasta convertirse en un huracán de categoría 4, alcanzando una intensidad máxima inicial con vientos de 215 km/h (130 mph). Luego, Beryl se sometió a un ciclo de reemplazo de la pared del ojo y se debilitó brevemente hasta convertirse en un huracán de categoría 3 a principios del 1 de julio, pero recuperó fuerza de categoría 4 seis horas después, una vez que se completó el ciclo. A las 15:10 UTC del mismo día, Beryl tocó tierra en Carriacou, Granada, con vientos sostenidos de 240 km/h (150 mph). A las 03:00 UTC del día siguiente, Beryl se intensificó aún más hasta convertirse en un huracán de categoría 5, y unas horas más tarde, alcanzó su punto máximo con vientos sostenidos de 270 km/h (165 mph).

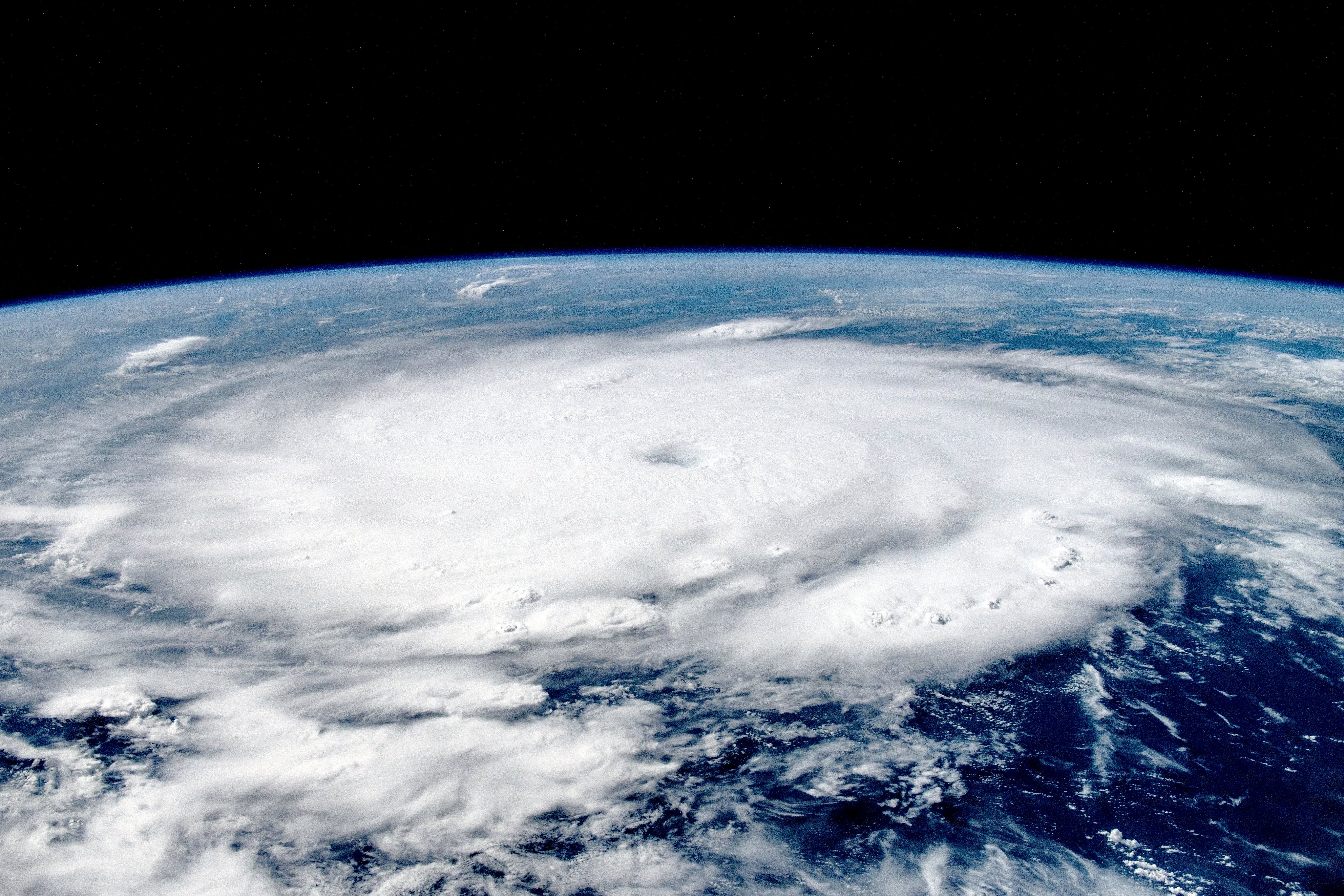
Vista del huracán Beryl desde la Estación Espacial Internacional el 1 de julio de 2024

Después de alcanzar su punto máximo, la tormenta comenzó a debilitarse debido a un aumento de la cizalladura del viento del oeste, convirtiéndose unas horas después en un huracán de categoría 4. Moviéndose generalmente hacia el oeste-noroeste bajo la influencia de la fuerte cresta al norte, el centro de Beryl pasó muy cerca de la costa sur de Jamaica en la tarde del 3 de julio. Siguió siendo un huracán de categoría 4, a pesar de la continua cizalladura hacia el oeste. A medida que se acercaba a las Islas Caimán a las 06:00 UTC del 4 de julio, Beryl se debilitó hasta alcanzar la categoría 3. Más tarde ese día, Beryl se debilitó hasta convertirse en un huracán de categoría 2. A pesar de eso, el ojo estaba cada vez mejor definido en el radar y el satélite. Sin embargo, ese mismo día, los datos de un equipo de reconocimiento de la Fuerza Aérea mostraron que Beryl se había fortalecido hasta convertirse en un huracán de categoría 3 con vientos máximos de 185 km/h (115 mph). Sin embargo, unas horas más tarde volvió a debilitarse hasta alcanzar la intensidad de categoría 2. Alrededor de las 11:00 UTC del 5 de julio, el sistema tocó tierra justo al noreste de Tulum, Quintana Roo, con vientos sostenidos de 175 km/h (110 mph). Tierra adentro, Beryl rápidamente se debilitó hasta convertirse en un huracán de categoría 1  y luego en una tormenta tropical unas horas más tarde. Beryl surgió sobre el sur del Golfo de México, cerca de Progreso, Yucatán, a última hora del 5 de julio como una tormenta tropical titulada de 95 km/h (60 mph). Su movimiento fue hacia el oeste-noroeste, todavía dirigido por una cresta de nivel medio ubicada sobre el sureste de los Estados Unidos. Esa noche y hasta el día siguiente, Beryl se vio acosada por una infusión de aire seco y por una persistente cizalladura del viento de 17 a 29 mph (28 a 46 km/h) del sur-suroeste, que impidió que la tormenta se fortaleciera apreciablemente. Aun así, en la tarde del 6 de julio, su estructura convectiva había mejorado algo y se había vuelto más persistente. Beryl giró hacia el noroeste el 7 de julio y disminuyó su velocidad a 17 km/h (10 mph). Beryl se volvió a intensificar hasta alcanzar la fuerza de un huracán cerca de las 04:00 UTC cuando su ojo de 52 km (32 millas) de ancho se acercaba a la costa de Texas. Luego tocó tierra por tercera y última vez a las 09:00 UTC cerca de Matagorda, Texas, con vientos sostenidos de 80 mph (130 km/h). Ocho horas más tarde, el sistema fue degradado a tormenta tropical, mientras su centro estaba a unas 45 millas (70 km) al noroeste de Houston, Texas. Beryl continuó perdiendo fuerza esa tarde mientras se movía rápidamente hacia el norte-noreste a 26 km/h (16 mph). Y, a última hora de ese mismo día, la tormenta se debilitó hasta convertirse en depresión tropical en las cercanías de Tyler, Texas. La depresión se movió rápidamente hacia el noreste durante la noche y Beryl pasó a ser un ciclón postropical en la mañana del 9 de julio, a unas 160 millas (260 km) al oeste-suroeste de Paducah, Kentucky. Al día siguiente, los restos de la tormenta se movían a través de la Península Inferior de Michigan, siguiendo hacia el noreste hasta Ontario.

## Preparativos

### Antillas Menores
Barbados, Granada, San Vicente y las Granadinas y Santa Lucía fueron puestos bajo advertencia de huracán el 29 de junio. Tobago también fue puesta bajo advertencia de huracán el 30 de junio, al igual que Martinica, junto con una alerta naranja. Trinidad estaba bajo advertencia de tormenta tropical y Dominica bajo vigilancia de tormenta tropical. Caribbean Airlines pospuso varios vuelos entre Barbados, Granada, San Vicente y las Granadinas y Trinidad y Tobago el 30 de junio. Virgin Atlantic y British Airways también cancelaron vuelos en la región a medida que se acercaba la tormenta.
Se declaró el estado de emergencia en Tobago. El 30 de junio se modificaron los horarios de los ferries en Trinidad y Tobago. Se cancelaron todos los ferries a Tobago previstos para el 1 de julio. Las escuelas en todo el país estuvieron cerradas el 1 de julio. Hasta esa mañana, los 14 refugios en Tobago albergaban a 142 personas.
Se ordenó el cierre de todos los negocios en Barbados a partir de la noche del 1 de julio, y se cerraron todas las líneas de agua. El equipo nacional de cricket de la India no pudo regresar a casa desde Barbados después de ganar la Copa Mundial ICC T20 masculina de 2024; numerosos fanáticos también quedaron varados en la isla. Mientras Beryl pasaba cerca, más de 400 personas se encontraban alojadas en refugios contra huracanes en todo Barbados.
El 30 de junio se instauró un toque de queda en Granada y la gobernadora general Cécile La Grenade declaró el estado de emergencia durante una semana. Una reunión de la Comunidad del Caribe en Granada, programada del 3 al 5 de julio, fue cancelada. El 29 de junio, el primer ministro de Santa Lucía, Philip J. Pierre, ordenó un cierre nacional allí. También se impuso un toque de queda en San Vicente y las Granadinas y el gobierno cerró. En San Vicente y las Granadinas, 1.752 personas buscaron refugio en refugios a causa de Beryl, al igual que más de 1.600 personas en Granada.

### Antillas Mayores
La costa caribeña de República Dominicana y Haití fueron puestas bajo advertencia de tormenta tropical el 2 de julio. El 3 de julio el aviso se elevó a vigilancia de huracán para el suroeste de Haití y se puso en vigor una alerta naranja. Adicionalmente, se activó una alerta nacional de nubosidad para República Dominicana. Al menos 89 personas se encontraban en refugios en el suroeste del país.
El Comité de Coordinación de Riesgo de Desastres de Jamaica se reunió el 1 de julio para prepararse para el huracán. La isla fue puesta bajo advertencia de huracán el 2 de julio. Además, se impuso el estado de emergencia, ya que la isla fue declarada zona de desastre ante la aproximación del huracán. Asimismo, se emitió una orden de evacuación a nivel nacional para los residentes de las comunidades propensas a inundaciones y deslizamientos de tierra. El Aeropuerto Internacional Norman Manley y el Aeropuerto Internacional Sangster fueron cerrados el 3 de julio. El gobierno implementó un toque de queda a nivel nacional el 3 de julio. Más de 1.000 personas en todo el país estaban en refugios. La Gran Coronación de Miss Universo Jamaica, que estaba programada para el 6 de julio, fue pospuesta.
Las Islas Caimán fueron puestas bajo advertencia de huracán el 2 de julio. El Aeropuerto Internacional Owen Roberts y el Aeropuerto Internacional Charles Kirkconnell fueron cerrados al día siguiente. Casi 4.000 personas fueron evacuadas de las Islas Caimán y varios cientos de personas fueron evacuadas a refugios gubernamentales. El Regimiento de las Islas Caimán y la Guardia Costera de las Islas Caimán se desplegaron en pleno funcionamiento para prestar ayuda humanitaria y operaciones de socorro en caso de desastre.
Las líneas de cruceros Norwegian, Carnival y Disney modificaron sus itinerarios planificados para evitar el huracán. Además, las distintas compañías aéreas, entre ellas: Cayman Airways, American Airlines, Southwest, Delta, United, Air Canada, ajustaron sus horarios de vuelos en la región debido a la tormenta.

### México y Belice
El 1 de julio, Quintana Roo fue puesto en alerta azul en preparación para Beryl. Tres días después, la alerta pasó a ser roja. El 2 de julio, el gobierno del estado de Yucatán activó 2 mil refugios. En Quintana Roo, la Secretaría de Defensa Nacional (SEDENA) abrió 120 albergues. Asimismo, se cerraron escuelas en todo el estado, al igual que las playas públicas. Más de 25.600 tropas federales y trabajadores de la compañía eléctrica nacional fueron movilizados en toda la región. Los funcionarios prepararon 9.000 galones estadounidenses (34.000 litros) de agua potable para su distribución. También trasladaron huevos de tortugas marinas de las playas alrededor de Cancún en un intento de protegerlos de las marejadas ciclónicas. Unas 2.200 personas permanecían alojadas en refugios mientras el sistema avanzaba. La costa oriental de la Península de Yucatán fue colocada bajo una serie de avisos el 3 de julio: un aviso de huracán para la costa de la Península de Yucatán desde Puerto Costa Maya, Quintana Roo, hasta Cancún; un aviso de tormenta tropical al sur de Puerto Costa Maya hasta Chetumal, y al norte de Cancún hasta Cabo Catoche; y un aviso de tormenta tropical al oeste de Cabo Catoche hasta Campeche, Campeche. Más de 300 vuelos al Aeropuerto Internacional de Cancún y al Aeropuerto Internacional de Tulum fueron cancelados debido a la llegada de Beryl, y el Aeropuerto de Tulum suspendió todas sus operaciones desde la tarde del 4 de julio hasta el mediodía del 7 de julio. Tren Maya detuvo operaciones hasta el 6 de julio. Mientras Beryl avanzaba por el oeste del Golfo de México, el 5 de julio se emitió una alerta de huracán para la costa de Tamaulipas, desde Barra El Mezquital hasta la desembocadura del Río Grande.
El 3 de julio se emitió una alerta de tormenta tropical para la costa caribeña de Belice, que se extiende desde la ciudad de Belice hasta Corozal, incluidas las islas de Cayo Ambergris y Cayo Caulker. Se recomendó a los residentes de la parte norte de Belice que se prepararan para inundaciones. El 4 de julio la alerta pasó a ser de advertencia.

### Costa del Golfo de México

El satélite de Houston NEXRAD muestra el momento en que Beryl tocó tierra cerca de Matagorda el 8 de julio

En Texas, 121 condados del estado fueron puestos bajo una declaración de desastre climático severo a medida que Beryl se acercaba. Las primeras alertas de huracán y marejadas ciclónicas para la costa de Texas entraron en vigor el 3 de julio, extendiéndose desde la desembocadura del Río Grande hacia el norte hasta Sargent. El 6 de julio se puso bajo alerta de huracán la costa entre Corpus Christi y Sargent, y las áreas adyacentes, incluida la área metropolitana de Houston, junto con los condados al norte de la frontera entre Estados Unidos y México, bajo alerta de tormenta tropical. También se puso en vigencia una alerta de marejada ciclónica desde Padre Island hasta San Luis Pass, incluidas la bahía de Corpus Christi y la bahía de Matagorda. Las autoridades de varios condados costeros emitieron órdenes de evacuación voluntaria para los residentes en zonas bajas y desprotegidas. La jueza del condado Jhiela Poynter emitió una orden de evacuación obligatoria en el condado de Refugio y afirmó que "no quería correr ningún riesgo" tras los efectos del huracán Harvey en el condado en 2017. El 4 de julio, Shell y Chevron comenzaron a trasladar a empleados no esenciales de las plataformas petroleras ubicadas frente a la costa de Texas y a prepararlos para capear la tormenta. El 7 de julio, FEMA posicionó previamente personal, productos básicos y suministros en el terreno en Texas para apoyar los esfuerzos de respuesta al huracán liderados por el estado.
Todos los vuelos hacia y desde el Aeropuerto William P. Hobby de Houston y el Aeropuerto Intercontinental George Bush fueron retrasados o cancelados para el 6 de julio. En total, 1.433 vuelos fueron cancelados a medida que se acercaba Beryl. Amtrak canceló el recorrido en dirección este del 7 de julio y el recorrido en dirección oeste del 8 de julio del Sunset Limited entre Nueva Orleans, Luisiana, y San Antonio, Texas. Union Pacific y BNSF Railway suspendieron sus operaciones en el área de Houston el 7 de julio, y Canadian Pacific Kansas City lo hizo para el día siguiente, cuando Beryl tocó tierra. Además, el recorrido en dirección norte del Texas Eagle de Amtrak, programado para salir de Longview, Texas, el 8 de julio, con destino a St. Louis, Missouri, será truncado también en St. Louis.

## Impactos

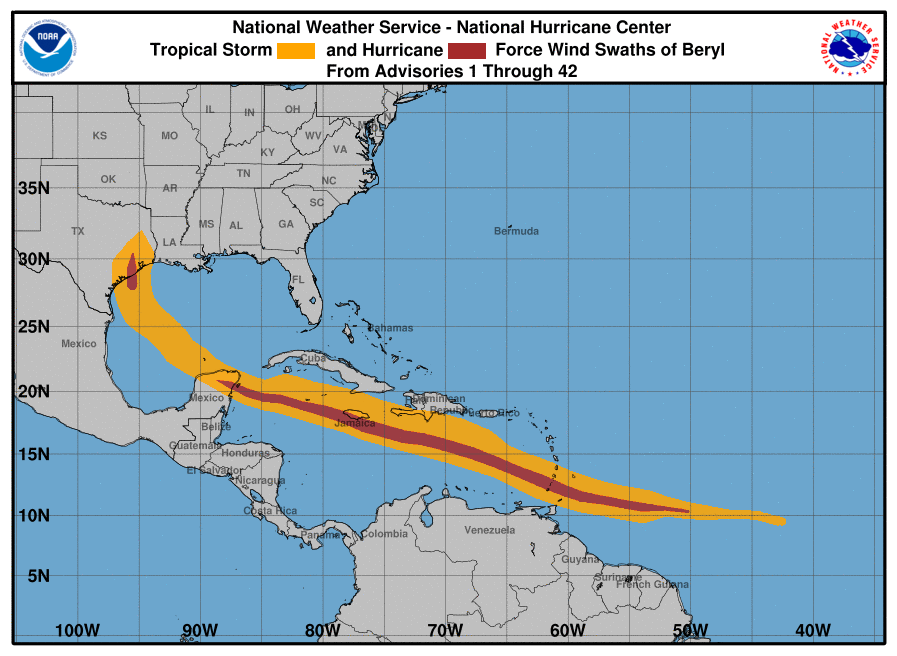
Historial del radio de los vientos del huracán Beryl a lo largo de toda su trayectoria.

| País/territorio              | Muertes | Daños (USD)     | Ref                             |
| ---------------------------- | ------- | --------------- | ------------------------------- |
| Barbados                     | —       | Desconocido     |                                 |
| Islas Caimán                 | —       | Desconocido     |                                 |
| Canadá                       | 1       | Desconocido     | [ 100 ]                         |
| Cuba                         | —       | Desconocido     |                                 |
| República Dominicana         | —       | Desconocido     |                                 |
| Granada                      | 6       | $430 millones   | [ 101 ] [ 102 ]                 |
| Haití                        | —       | Desconocido     |                                 |
| Jamaica                      | 4       | $204 millones   | [ 103 ] [ 104 ] [ 105 ]         |
| Martinica                    | —       | Desconocido     |                                 |
| México                       | —       | >$90 millones   | [ 106 ]                         |
| Santa Lucía                  | —       | $2 millones     | [ 107 ]                         |
| San Vicente y las Granadinas | 8       | $300 millones   | [ 108 ] [ 109 ]                 |
| Trinidad y Tobago            | —       | Desconocido     |                                 |
| Venezuela                    | 6       | Desconocido     |                                 |
| Estados Unidos               | 45      | $7.2 billones   | [ 103 ] [ 110 ] [ 111 ] [ 112 ] |
| Total                        | 70      | >$8.23 billones | [ 1 ]                           |

### Antillas Menores
Beryl atravesó las Antillas Menores como un poderoso huracán de categoría 4, golpeando estructuras, arrancando árboles y causando cortes casi totales de electricidad y comunicaciones en gran parte de la cadena de islas. Los países más afectados fueron San Vicente y las Granadinas y Granada. La Oficina de las Naciones Unidas para la Coordinación de Asuntos Humanitarios (OCHA) informó de que se estima que en total se vieron afectadas 200.000 personas en ambos países, lo que representa el 100% de la población. Barbados también sufrió un gran impacto, donde la Cruz Roja informó de que 208.200 personas, aproximadamente el 74% de la población, se vieron afectadas por el huracán. Se estima que las pérdidas asegurables en toda la región a causa del huracán superarán los mil millones de dólares, según las proyecciones de desastres de CoreLogic.

#### San Vicente y las Granadinas
En San Vicente y las Granadinas se han confirmado ocho muertes. Al menos tres de los muertos murieron por escombros que volaron, un hombre fue aplastado cuando parte de su casa se derrumbó y otro hombre se desangró después de cortarse en la mano. Además, el MV Guidance II, un ferry de 150 pies de largo (46 m) con cinco tripulantes a bordo, ha estado desaparecido cerca del puerto de Canouan desde el 1 de julio, cuando pasó Beryl. Los mayores daños se produjeron en las islas de Canouan, Mayreau y Union, donde más del 90% de las viviendas resultaron dañadas o destruidas. Además, el Palm Island Resort, en la cercana Palm Island, sufrió graves daños. Bequia y Petit Saint Vincent también sufrieron daños considerables.

#### Granada
En Granada, la isla de Carriacou quedó desprovista de toda vegetación y sus puertos deportivos sufrieron importantes daños. Allí y en la vecina Petite Martinique, Beryl causó importantes daños a casas y edificios y causó graves interrupciones en la red eléctrica. En la isla de Granada, aproximadamente el 95% de los residentes también se quedaron sin electricidad y las telecomunicaciones no funcionaron. Además, los tanques de almacenamiento de agua y cisternas de los hogares en todas las islas fueron destruidos o dañados por el huracán; la infraestructura hídrica pública también sufrió daños importantes. En total hubo seis víctimas mortales, entre ellas: una persona murió en St. George's cuando un árbol cayó sobre su casa, mientras que dos personas murieron en Carriacou.
En Granada, la primera estimación preliminar de daños se ha fijado en 430 millones de dólares.

#### Otras islas y Venezuela
Negocios, viviendas y carreteras de Barbados se inundaron cuando Beryl pasó cerca; además, techos, árboles y postes eléctricos resultaron dañados. El impacto más importante se produjo en la costa, que fue duramente golpeada por la marejada ciclónica. Aproximadamente el 90% de la flota pesquera del país resultó dañada o destruida.El Puerto de Bridgetown también sufrió daños.
En Tobago y Trinidad, se produjeron cortes de electricidad en todo Tobago y se interrumpió el servicio de agua. En Trinidad, los cortes de electricidad se produjeron principalmente en las zonas norte y este de la isla. También se produjeron inundaciones en la mitad norte de Trinidad. En Martinica, Électricité de France afirmó que 10.000 clientes se quedaron sin electricidad. Las inundaciones en el centro de Fort-de-France alcanzaron el nivel de las rodillas. En Santa Lucía, se derribaron árboles y cables eléctricos, se dañaron muchas casas construidas con materiales más débiles y murieron varias vacas. En Santa Lucía, la evaluación inicial de los daños a la infraestructura y la agricultura es de 2 millones de dólares.
Las bandas externas de Beryl desataron fuertes vientos y lluvias torrenciales sobre el noreste de Venezuela, interrumpiendo los servicios aéreos y marítimos. En el estado Sucre, seis personas murieron, mientras que más de 6.000 viviendas resultaron dañadas. La ciudad de Cumanacoa fue inundada por las lluvias arrojadas por Beryl, lo que provocó el desbordamiento del Río Manzanares de la zona. Cientos de familias huyeron de sus hogares debido a las inundaciones y deslizamientos de tierra. Varios funcionarios, entre ellos la vicepresidenta Delcy Rodríguez, resultaron heridos por la caída de un árbol durante un recorrido por los daños en Cumanacoa.

### Antillas Mayores

#### República Dominicana
El huracán Beryl produjo ráfagas de viento y fuertes olas en la República Dominicana. El huracán desplazó a 89 personas y cortó el servicio de 57 acueductos. Grandes olas esparcieron escombros en un tramo de la Carretera Las Américas en Santo Domingo. Se reportaron inundaciones por marejadas en el barrio de Ciudad Nueva, desviando el tránsito. Un deslizamiento de tierra destruyó una vivienda en La Zurza. Varias tiendas frente a la playa en Boca Chica resultaron dañadas por las fuertes olas. Cuatro viviendas fueron destruidas por la marejada ciclónica en La Ciénaga, Barahona, donde otras tres casas resultaron dañadas.

#### Jamaica
Beryl rozó la costa sur de Jamaica el 3 de julio, con fuertes vientos y lluvias, causando daños importantes a viviendas, cultivos e infraestructura. Cuatro personas murieron en la isla. Una mujer murió al ser golpeada por un árbol que se desplomó, otro hombre murió al ser arrastrado por las aguas de la inundación y un segundo hombre murió un día después de que Beryl pasara por la isla cuando un muro se derrumbó sobre él. Además, el cuerpo de una anciana fue recuperado de un estanque el 6 de julio. La Compañía de Servicios Públicos de Jamaica informó que más de 400.000 personas se quedaron sin electricidad. El centro de la tormenta pasó a unas 45 millas (72 km) de Kingston, donde se registraron vientos máximos sostenidos de 48 mph (77 km/h), con ráfagas de hasta 81 mph (130 km/h); se registraron precipitaciones de 10,60 pulgadas (269 mm) en el lado noreste de la ciudad. Una pequeña porción del techo sobre un muelle de embarque de pasajeros resultó dañada en el Aeropuerto Internacional Norman Manley en Kingston. El país sufrió una pérdida de $32 billones (JMD), unos $204 millones (USD).

#### Cuba
El huracán trajo fuertes lluvias a Cuba.

#### Islas Caimán
Se reportaron inundaciones repentinas y deslizamientos de tierra en las Islas Caimán a medida que Beryl pasaba. No hubo informes de daños graves. El centro de la tormenta pasó a sólo 64 km al sur de la isla Gran Caimán. Casi 6.000 habitantes de la isla se vieron afectados por cortes de electricidad. Los vientos máximos sostenidos se midieron en 44 mph (71 km/h) en el Aeropuerto Internacional Owen Roberts, con ráfagas de hasta 54 mph (87 km/h).

### México
Beryl trajo fuertes lluvias y vientos a Cancún y al distrito turístico de la Riviera Maya a lo largo de la costa caribeña de Quintana Roo, lo que provocó la caída de árboles y cables eléctricos y daños en muchos techos; también hubo inundaciones generalizadas. Muchas zonas se quedaron sin electricidad, incluidos los municipios de Tulum, Cozumel e Isla Mujeres. La infraestructura turística no sufrió daños mayores. Los fuertes vientos de Beryl también provocaron caída de árboles y cortes de energía eléctrica en Campeche, incluido el municipio de Hopelchén.
Karen Clark & Company estima que las pérdidas por daños causados por tormentas en México ascienden a 90 millones de dólares.

### Estados Unidos
Los daños causados por el viento en Estados Unidos oscilaron entre 2.500 y 3.500 millones de dólares, según una estimación de CoreLogic. Un prolífico brote de tornados generado por el huracán Beryl ocurrió en el este de Texas, el oeste de Luisiana y Arkansas el 8 de julio. En total, el Servicio Meteorológico Nacional emitió 113 advertencias de tornado el 8 de julio, la mayor cantidad para un solo día en julio, superando las 67 emitidas el 6 de julio de 2005, que estaban relacionadas con el huracán Cindy. El brote continuó hasta el 9 de julio y se confirmaron más tornados, antes de afectar el interior del noreste de Estados Unidos y Ontario el 10 de julio. In all, 68 tornadoes were confirmed.
El ese entonces presidente Joe Biden aprobó el 2 de julio una declaración federal de desastre para las partes de Texas afectadas por la tormenta. El gobernador de Luisiana Jeff Landry declaró el estado de emergencia en las áreas afectadas. Debido al impacto de la tormenta en Texas, Amtrak canceló los recorridos del 10 de julio del "Sunset Limited" en su totalidad en ambas direcciones y mantuvo el tren funcionando solo desde San Antonio, Texas, a Los Ángeles, California y viceversa hasta el recorrido en dirección oeste del 17 de julio.

#### Texas
Beryl tocó tierra cerca de Matagorda y el lado este de la pared del ojo impactó en el condado de Brazoria. Produjo ráfagas de viento de más de 60-70 mph (97-113 km/h) con una ráfaga máxima de 97 mph (156 km/h) en Brazoria. Significant impacts from Beryl took place in Surfside Beach, where siding was completely ripped off from the second story of a house. Varias casas con estructura en forma de A a lo largo de la playa fueron destruidas en su mayoría como resultado de los vientos de Beryl. Numerosas otras estructuras sufrieron graves daños dentro de la ciudad. En Lago Jackson, los vientos de Beryl arrancaron techos, derribaron chimeneas y destruyeron fachadas exteriores de ladrillo.
Mientras Beryl se dirigía hacia Texas, Houston recibió el impacto directo de la pared ocular de Beryl. Más de 2,7 millones de personas se quedaron sin electricidad. Más de 8 pulgadas (200 mm) de lluvia cayeron en Houston y sus alrededores, con una cantidad máxima de lluvia para el estado al oeste-suroeste de la ciudad con 13,55 pulgadas (344 mm). Se confirmaron 16 tornados en el estado; otro tornado salió de Luisiana y se dirigió hacia Texas. Un tornado EF1 causó daños considerables al suroeste de Jamaica Beach, mientras que un tornado EF2 causó daños importantes en el lado oeste de Jasper, hiriendo a una persona. Un tornado EF1 de alta intensidad también atravesó la ciudad de Timpson, provocando que las carreteras se volvieran intransitables y una persona quedó atrapada. También se confirmaron dos tornados EF0 y otros 11 tornados EF1 en el estado; el tornado que llegó a Texas desde Luisiana también fue clasificado EF1 y causó lesiones cerca de Bethany, Luisiana y Texas.
Un hombre de 53 años murió en Humble, Texas, después de que un roble cayera sobre la casa en la que se encontraban él y su familia, aplastándolos bajo los escombros de la estructura. Los demás ocupantes de la casa resultaron ilesos. Una mujer de 74 años también murió cuando un árbol cayó sobre su habitación en el vecindario de Ponderosa Forest, al norte de Houston. Una mujer de unos 50 años murió cuando su casa se incendió en el sureste de Houston. Un empleado civil del Departamento de Policía de Houston murió después de que su automóvil se sumergiera en Houston Avenue cerca de la I-45. Dos personas se ahogaron en el condado de Fort Bend y un hombre murió cuando un árbol cayó sobre su tractor en New Caney.

#### Luisiana
En la parroquia de Cameron, Luisiana, partes de la carretera LA 27 y la LA 82, junto a algunas carreteras de Lake Charles, Luisiana, sufrieron escombros y fuertes lluvias debido a Beryl. A medida que la tormenta avanzaba tierra adentro, trajo consigo condiciones climáticas severas al noroeste del estado, con varias advertencias de tornado y cortes de energía; Se confirmaron 25 tornados en el estado, incluidos varios tornados grandes y de largo recorrido. También se confirmaron seis tornados EF2, uno de los cuales azotó Pleasant Hill, Sabine Parish, Louisiana, antes de causar daños adicionales al norte de la ciudad. Sin relación con el tornado al este de la ciudad, se produjo una fuga de gas natural en LA 174. Otro tornado EF2 que hirió a una persona al oeste de Union Springs. Otro gran tornado EF2 de baja potencia recorrió más de 80 kilómetros (50 mi) atravesando la Base Aérea Barksdale, matando a una mujer e hiriendo a sus dos hijos al este de Benton cuando derribó un árbol sobre su casa móvil. También se confirmaron un tornado EFU, tres tornados EF0 y otros 15 tornados EF1 en el estado, incluido el tornado EF1 mencionado anteriormente que causó una lesión y cruzó la frontera estatal hacia Texas y otros dos tornados EF1 que cruzaron hacia Arkansas. Más de 20.000 clientes de SWEPCO se quedaron sin electricidad en el noroeste de Luisiana.

#### Valle del Mississippi
Arkansas fue azotado por la lluvia mientras Beryl se desplazaba como depresión tropical. La precipitación total más alta en el estado fue de 8 pulgadas (200 mm) en Ico, en el condado de Grant. Las áreas del área metropolitana de Little Rock, en el condado de Pulaski, recibieron más de 2 pulgadas (51 mm) de lluvia, y el total máximo fue de 7,31 pulgadas (186 mm) en el área de Ferndale. Aunque se había debilitado, se registraron ráfagas de viento con fuerza de tormenta tropical en el estado. La ráfaga máxima registrada fue de 47 mph (76 km/h) en Doddridge. También se emitieron muchas advertencias de tornado en el estado; se confirmaron seis tornados EF1 y dos tornados EF0; otros dos tornados EF1 salieron de Luisiana y entraron en Arkansas. Casi 14.000 habitantes de Arkansas se quedaron sin electricidad. También se confirmó un tornado EF1 en Mississippi.
Una alerta de inundaciones estaba vigente en Missouri para los ríos Mississippi y Missouri, y otras partes del estado, incluso cerca del Lago de los Ozarks. El partido de béisbol entre los St. Louis Cardinals y los Kansas City Royals fue reprogramado debido a las lluvias de Beryl. St. Louis sufrió inundaciones y fuertes lluvias.

#### Valle de Ohio

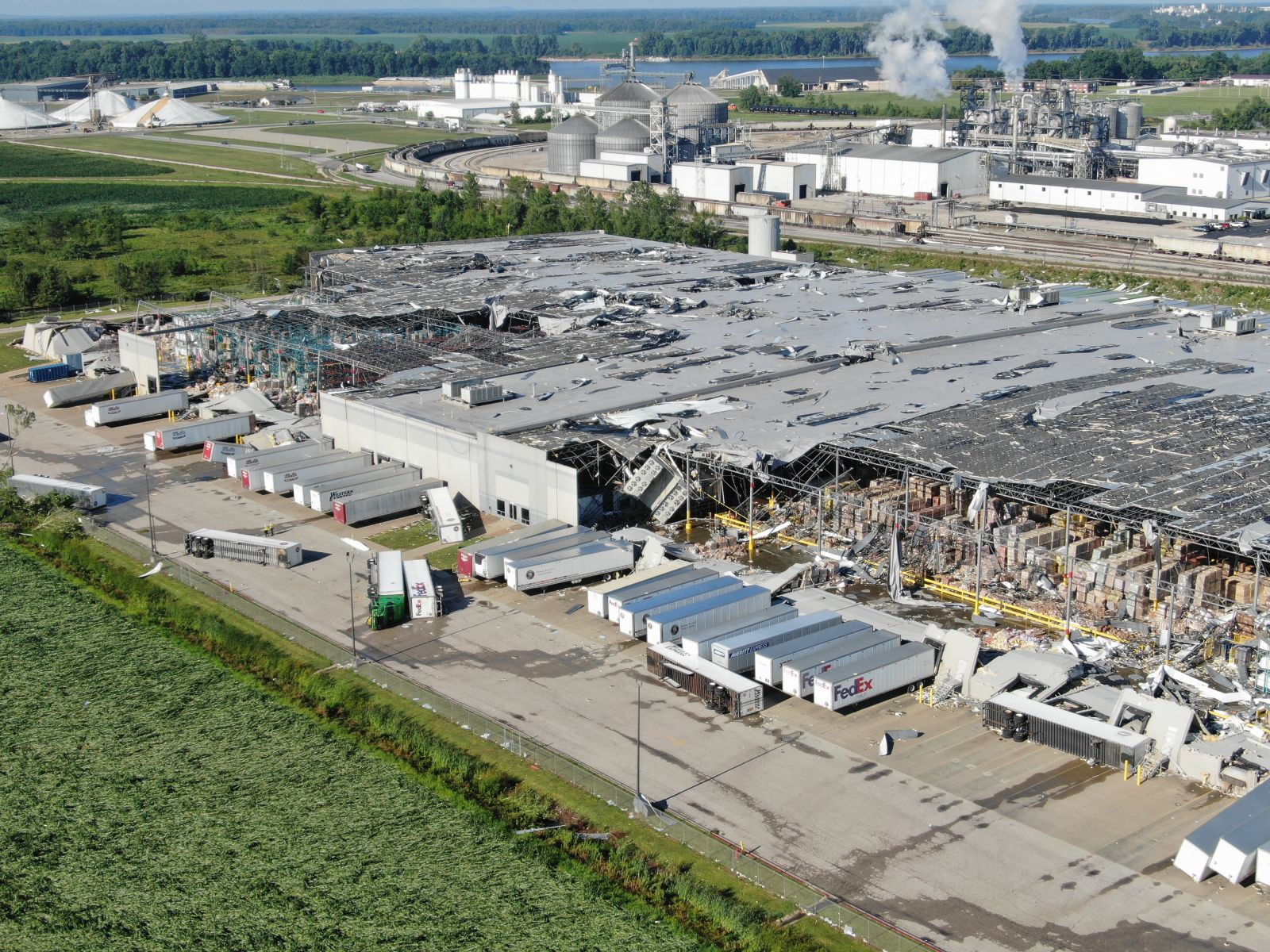
Daños en una instalación de Kenco en Mount Vernon causados por un tornado EF3 generado por los restos de Beryl

El norte de Indiana recibió más de 4 pulgadas (101,6 mm) de lluvia de Beryl. El 9 de julio, los restos del huracán Beryl generaron una supercélula de largo recorrido que produjo seis tornados en el oeste de Kentucky y el suroeste de Indiana. Los dos primeros tornados tocaron tierra en Kentucky y ambos causaron daños EF1. Después de cruzar el río Ohio en Indiana, la tormenta generó un tornado de categoría EF3 que causó graves daños en una zona industrial y descarriló un tren en el lado este de Mount Vernon, Indiana. Este tornado se dirigió hacia el norte casi 35 millas y media a través del condado de Posey hasta el condado de Gibson, Indiana, donde se levantó cerca de Johnson. La tormenta posteriormente produjo dos tornados EF1 y un tornado EF2. Tormentas separadas también produjeron tornados EF0 cerca de Dubre y Shoals. y un tornado EF1 cerca de Snake Run, condado de Gibson, Indiana. Los restos de Beryl generaron más de nueve tornados en el suroeste de Indiana y el noroeste de Kentucky. Se emitieron varias alertas de tornado además de advertencias, vigilancias y avisos de inundaciones debido a las fuertes lluvias en el valle de Ohio. En Illinois, se sintieron ráfagas de viento de hasta 40 millas por hora (64,4 km/h) en la región central del estado. Las ráfagas más fuertes se sintieron en el Aeropuerto Memorial del Condado de Coles, 45 millas por hora (72,4 km/h). Se emitieron alertas de inundaciones en el condado de DuPage. Muchos campos, especialmente en la parte sur del estado, se inundaron. Cayeron alrededor de 2-4 pulgadas (50,8-101,6 mm) de lluvia en el estado.

#### Great Lakes
A medida que los restos de la tormenta avanzaban sobre la península inferior de Michigan a última hora de ese día y al día siguiente, 34 condados fueron puestos bajo vigilancia de inundación y ocho bajo aviso de inundación. Las fuertes lluvias en el suroeste y el centro de Michigan provocaron inundaciones repentinas localizadas, cortes de energía y daños menores por la tormenta. Los totales de precipitaciones más altos registrados ocurrieron en el condado de Genesee, Michigan: 7,06 pulgadas (179,3 mm) en el municipio de Richfield, Richfield Center, y 6,79 pulgadas (172,5 mm) en Burton.  En otros lugares, el informe de precipitación más alto fue 5,95 pulgadas (151,1 mm) en Marshall, Michigan, en el condado de Calhoun, Michigan.
En el oeste de Nueva York, 25.000 clientes se quedaron sin electricidad; También se confirmaron siete tornados en el estado, incluido un tornado EF2 de baja intensidad que destruyó varios edificios agrícolas cerca de Eden, Nueva York.  Tres de los otros tornados fueron calificados como EF1, dos como EF0 y uno como EFU. Lowville, Nueva York, registró 6,02 plg (152,9 mm) de lluvia, lo que rompió el récord de precipitaciones totales para un solo día.

#### Nueva Inglaterra
Las ciudades del norte de New Hampshire resultaron gravemente dañadas, al igual que las carreteras y algunos puentes. Debido a las inundaciones, alrededor de 20 personas quedaron varadas en un Walmart y necesitaron ser rescatadas. Monroe, Dalton y Littleton estaban entre las ciudades dañadas.
Vermont sufrió graves inundaciones debido a los restos de Beryl, que arrasaron puentes y dañaron gravemente viviendas. Más de 100 personas del estado tuvieron que ser rescatadas debido a la tormenta. Montpelier fue la zona más afectada, con más de 6 pulgadas (152,4 mm) de lluvia cayendo cerca de la ciudad. Un hombre que viajaba en su vehículo todoterreno fue arrastrado fuera de la carretera y murió en la ciudad de Peacham. Otro hombre murió en Lyndonville, mientras intentaba conducir a través de las aguas inundadas. En Plainfield, un edificio de apartamentos fue completamente arrasado por las aguas de la inundación y un automóvil fue arrastrado por el agua.

### Canadá
Los restos de Beryl provocaron lluvias torrenciales en el sur de Ontario el 10 de julio y durante la mañana siguiente, lo que provocó inundaciones localizadas. También puso fin a una ola de calor persistente, ocasionando el cese de una advertencia de calor para el área metropolitana de Toronto. Además, se produjeron dos tornados débiles EF0 en el área de Londres; los daños provocados por los tornados se limitaron a cultivos y árboles.
En el suroeste de Quebec, se registraron hasta 100 milímetros (3,9 plg) de lluvia en algunas partes de Montreal el 10 de julio. Varias autopistas, incluida la autopista Decarie, se cerraron temporalmente esa tarde como resultado del diluvio, que también inundó calles y sótanos locales. Además, más de 9000 clientes de Hydro-Québec en las regiones de Montreal y Montérégie se quedaron sin electricidad.
El 11 de julio, la humedad remanente de Beryl atravesó Nueva Escocia, lo que provocó inundaciones repentinas localizadas y destruyó caminos. En el valle de Annapolis, cayeron más de 100 mm de lluvia en pocas horas. Cuatro condados del oeste de Nueva Escocia fueron puestos bajo alerta de inundación repentina a última hora de ese día. Además, en Wolfville, un joven fue arrastrado a una zanja y se ahogó.

## Consecuencias
Tras el paso del huracán por el Caribe, las Naciones Unidas autorizaron 4 millones de dólares en ayuda, Granada y San Vicente y las Granadinas recibirán 1,5 millones de dólares y Jamaica 2,5 millones de dólares. El Gobierno de Canadá anunció que proporcionaría 1,2 millones de dólares en asistencia humanitaria. La Agencia de los Estados Unidos para el Desarrollo Internacional anunció 4,5 millones de dólares en ayuda humanitaria para los países afectados por Beryl, incluidos 2,5 millones de dólares para Jamaica. La Unión Europea autorizó 450.000 dólares en ayuda humanitaria para los países de las Antillas Menores. El Programa Mundial de Alimentos movilizó 5.000 kits de alimentos para los países afectados del Caribe.
La Royal Navy envió un buque de guerra con suministros a las Islas Caimán.
Líderes de Antigua y Barbuda, San Vicente y las Granadinas y Granada firmaron una carta solicitando la cancelación de la deuda y la creación de un programa para aumentar la financiación después de los desastres naturales. San Vicente tuvo dificultades para acoger a personas de sus islas exteriores que fueron evacuadas debido a Beryl.
En Barbados, la empresa Fiberpol, fabricante de fibra de vidrio, y los Rotary Clubs de Barbados donaron un total combinado de 40.000 dólares para ayudar a reparar la flota pesquera; la mayoría de los barcos no estaban asegurados.
A raíz de Beryl, varios restaurantes en el área de Houston demandaron a CenterPoint Energy por más de 100 millones de dólares, alegando que la "grave falla de comunicación y gestión" de CenterPoint les hizo perder clientes debido al corte de energía.

## Récords y distinciones
- Beryl es el huracán más oriental que se formó en el Atlántico tropical en junio (49.3°O), superando la marca establecida por el huracán Trinidad de 1933: 58.9°O.[226][227]
- Además, se convirtió en el huracán de categoría 4 más temprano registrado en la cuenca, superando el récord anterior establecido el 8 de julio de 2005 por el huracán Dennis,[226][228] y el huracán más fuerte de junio medido por la velocidad del viento, superando al huracán Audrey de 1957.[229][230]
- Más tarde, se convirtió en el huracán de categoría 5 más temprano registrado, superando el récord establecido el 16 de julio de 2005 por el huracán Emily, además de convertirse en el huracán de julio más fuerte registrado por la velocidad del viento.[228][231][232]
- Beryl también se convirtió en el primer sistema registrado en experimentar una rápida intensificación en la principal región de desarrollo del Atlántico durante el mes de junio.[226][228]
- Beryl presentó la tormenta generadora de Energía Ciclónica Acumulada (ACE) más alta antes de agosto.[nb 3][234]
- Además, pasó de tormenta tropical a huracán de categoría 5 en sólo 42 horas. Se sabe que otras seis tormentas atlánticas han alcanzado este ritmo de intensificación, siendo Beryl la única que lo hizo antes de septiembre.[226][235]

Según un análisis de ClimaMeter, un proyecto del Laboratorio de Ciencias del Clima y el Medio Ambiente, los vientos extremos y las fuertes precipitaciones de Beryl se vieron reforzados por el cambio climático. Sin embargo, la variabilidad climática natural, en particular la oscilación decenal del Pacífico y la oscilación multidecenal del Atlántico, probablemente también influyeron.

## Nombre retirado
- El 2 de abril de 2025, la Organización Meteorológica Mundial (OMM) retiró el nombre Beryl de la lista de los ciclones tropicales y no volverá a utilizarse en la cuenca del Atlántico Norte en un futuro lejano, esto debido a la destrucción generalizada que causó en el Caribe, Yucatán y Texas. El nombre fue sustituido por Brianna que aparecerá primero en la lista de la temporada de 2030.[237]